# Orthetrum luzonicum
Orthetrum luzonicum е вид водно конче от семейство Libellulidae. Видът не е застрашен от изчезване.

## Разпространение
Разпространен е в Афганистан, Бангладеш, Бутан, Виетнам, Индия, Индонезия (Суматра и Ява), Китай, Малайзия (Западна Малайзия), Мианмар, Непал, Провинции в КНР, Сингапур, Тайван, Тайланд, Филипини, Хонконг, Шри Ланка и Япония.